# Alfonso Núñez Lapeira
Alfonso Núñez Lapeira es un político colombiano miembro del Partido Conservador y ha sido elegido por elección popular para integrar el Senado de Colombia.

## Carrera profesional
Núñez Lapeira, en su vida profesional se ha destacado en el sector social, especialmente en el sector de la educación y la gestión al frente de la caja de compensación Comfamiliar Camacol. Se ha desempeñado como director regional del Icetex, cofundador de la Universidad de San Buenaventura de Medellín y Cali, miembro del Consejo Superior de la Universidad de Antioquia y concejal de Medellín.
En 1995 fue candidato a la Gobernación de Antioquia pero fue derrotado por Álvaro Uribe Vélez por una diferencia de tan solo 418 de votos.[cita requerida]

## Congresista de Colombia
En las elecciones legislativas de Colombia de 2006, Núñez Lapeira fue elegido senador de la república de Colombia con un total de 50.075 votos.

### Iniciativas
El legado legislativo de Alfonso Núñez Lapeira se identificó por su participación en las siguientes iniciativas desde el congreso:
- Establecer condiciones para la contratación de acciones de promoción y prevención por la Red Pública.[4]
- Modificar los Decretos Legislativos 128 de 2010 y 131 de 2010 en materia del Plan Obligatorio de Salud.[5]
- Prorrogar por un año más la vigencia de la Ley 486 de 1998, y la Ley 999 de 2005, con el fin de permitir que las personas que aún no hayan realizado el trámite de renovación de la cédula, no pierdan sus derechos políticos y civiles (Aprobado segundo debate).[6]
- Autorizar la emisión de la estampilla Politécnico Colombiano Jaime Isaza Cadavid (Sancionado como ley).[7]
- Reformar el artículo 67 de la Constitución Política de Colombia -Conocimiento de la Historia de Colombia-(Archivado).[8]
- Celebración de los 250 años de la fundación del municipio de San Vicente Ferrer en el departamento de Antioquia (Aprobado cuarto debate).[9]
- Modificar los artículos 2 y 10 de la Ley 122 de 1994, por la cual se autoriza la emisión de la Estampilla la Universidad de Antioquia de cara al Tercer Siglo de Labor (Sancionado como ley).[10]
- Propuesta de que todos los empleos del Estado que no sean de libre nombramiento y remoción sean desempeñados por los mejores a través del concurso (Inexequible).[11]
- Establecer un procedimiento expedito para el examen periódico de los límites de las entidades territoriales de la República.[12]

## Carrera política
Su trayectoria política se ha identificado por:

### Partidos políticos
A lo largo de su carrera ha representado los siguientes partidos:
| Partido político    | Fecha Inicio        | Fecha Fin           |
| Partido Conservador | 20 de julio de 2006 | 19 de julio de 2010 |

### Cargos públicos
Entre los cargos públicos ocupados por Alfonso Núñez Lapeira, se identifican:
| Cargo público                | Partido político    | Fecha Inicio         | Fecha Fin               |
| Senador de la República      | Partido Conservador | 20 de julio de 2006  | 19 de julio de 2010     |
| Concejal Medellín, Antioquia | Fuerza Progresista  | 1 de febrero de 1991 | 31 de diciembre de 1992 |
| Concejal Medellín, Antioquia | Fuerza Progresista  | 1 de enero de 1982   | 31 de diciembre de 1983 |